# Vuelo 056 de Med Jets
El accidente del Vuelo 056 de Med Jets tuvo lugar aproximadamente a las 18:06 horas (UTC -5) del viernes 31 de enero de 2025. El avión siniestrado, un reactor ejecutivo Learjet 55 con matrícula XA-UCI, había despegado del Aeropuerto del Noreste de Filadelfia, Filadelfia con destino al Aeropuerto Nacional Springfield-Branson, Misuri. Minutos después de su despegue la aeronave se precipitó al terreno, en la parte noreste de la ciudad de Filadelfia, Pensilvania.
De acuerdo con el sitio FlightAware después de que la aeronave (ambulancia aérea) culminara el vuelo de Filadelfia con destino a Springfield, se dirigiría al Aeropuerto Internacional General Abelardo L. Rodríguez en la ciudad de Tijuana, Baja California Norte, México.

## Pasajeros y tripulación

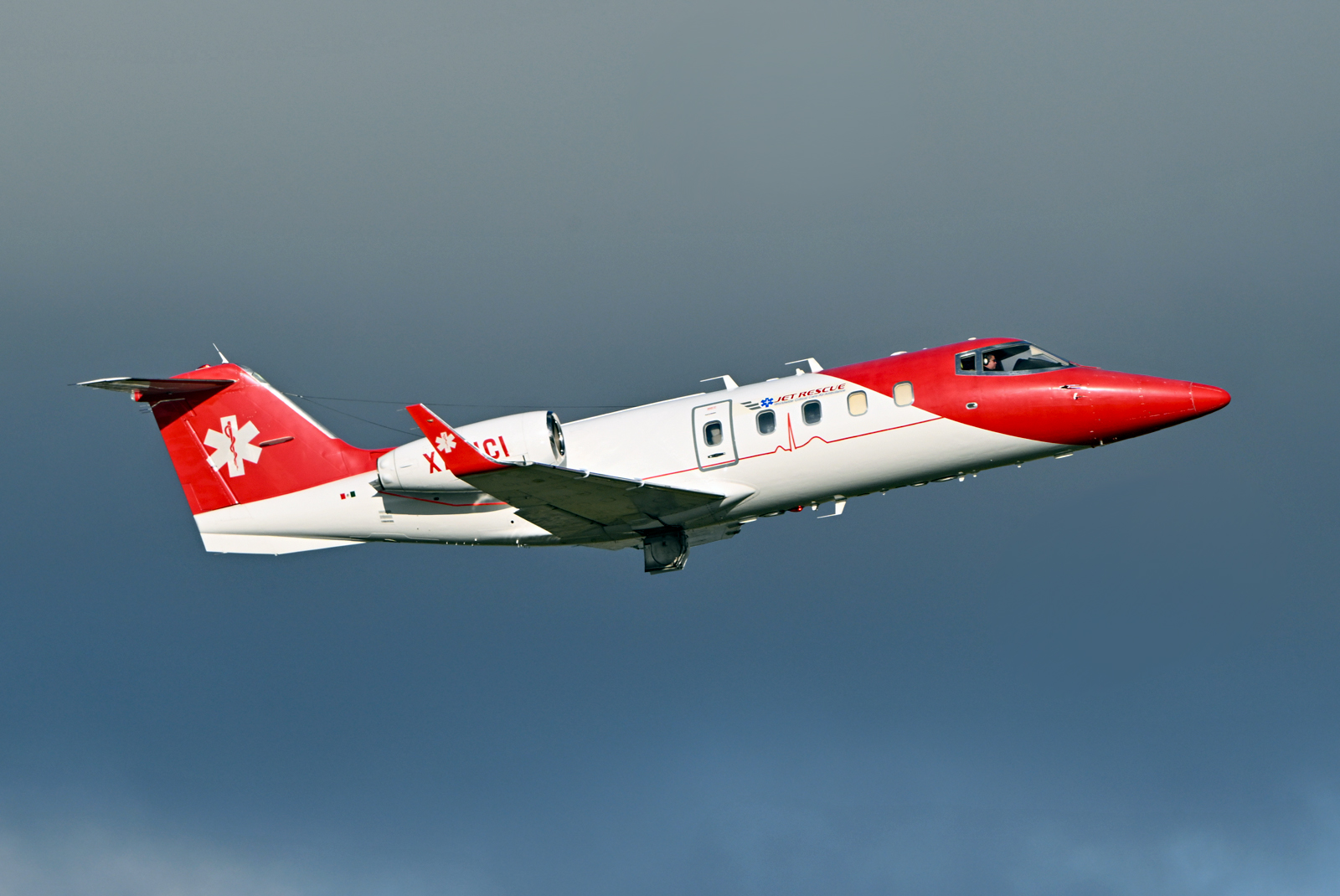
XA-UCI, la aeronave implicada en el accidente, fotografiada en diciembre de 2024.

Las primeras investigaciones indicaban que en el avión iban seis personas de nacionalidad mexicana, cuatro tripulantes, la paciente que era una niña de seis años y su madre que la acompañaba. Al parecer, llevaron a la menor a tratarse una enfermedad que ponía en riesgo su vida, luego de ser estabilizada, iban rumbo a Misuri a hacer una escala, para luego volar a Tijuana, y a de regreso en México.
Sin embargo en Filadelfia, la aeronave se desplomó en picado en un área urbana, muy cerca del centro de esa metrópoli, dejando a los seis pasajeros sin vida. En total, fallecieron la menor de seis años, su madre, y los cuatro tripulantes, entre ellos el piloto veracruzano, Josué Juárez, que tenía todas las certificaciones internacionales para trabajar como piloto en la ambulancia área.

## Accidente

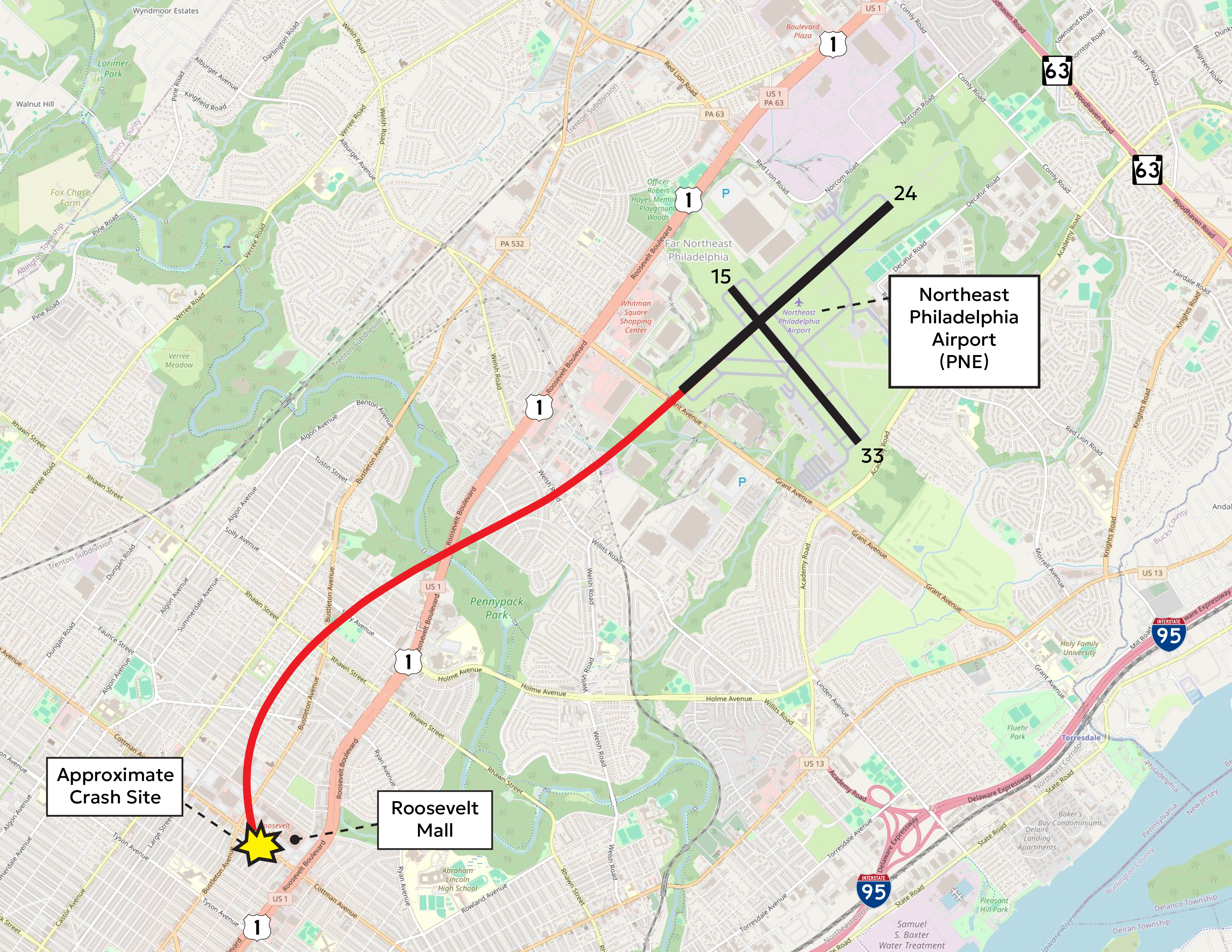
Mapa del accidente del Vuelo 056 de Med Jets.

Aproximadamente a las 18:06 EST del 31 de enero de 2025, un Learjet 55 se estrelló en las inmediaciones del centro comercial Roosevelt Mall, en la intersección de Cottman Avenue y Roosevelt Boulevard. La aeronave y sus restos impactaron contra varios edificios de la zona. Desapareció del radar y se precipitó a tierra unos cuarenta segundos después de despegar del aeropuerto del Noreste de Filadelfia, a menos de 4,8 km (3 millas) de distancia, tras haber alcanzado una altitud de 500 metros (1650 pies). La aeronave descendió a una velocidad de aproximadamente 3400 metros por minuto (11 000 pies/min). Una cámara Ring captó el momento en que el avión «caía del cielo», seguido de una gran explosión que generó densas columnas de humo. La cobertura de WTXF-TV mostró un amplio campo de escombros y varios incendios activos.
El impacto provocó incendios en varias viviendas, comercios del Roosevelt Mall y vehículos. Las llamas se extendieron hasta casas adosadas cercanas, dejando múltiples heridos en tierra. Seis personas fueron hospitalizadas con distintos grados de quemaduras; tres de ellas fueron dadas de alta el mismo día. Entre los heridos se encontraba un comensal de una cafetería que sufrió un golpe en la cabeza por los restos del avión.

## Investigación

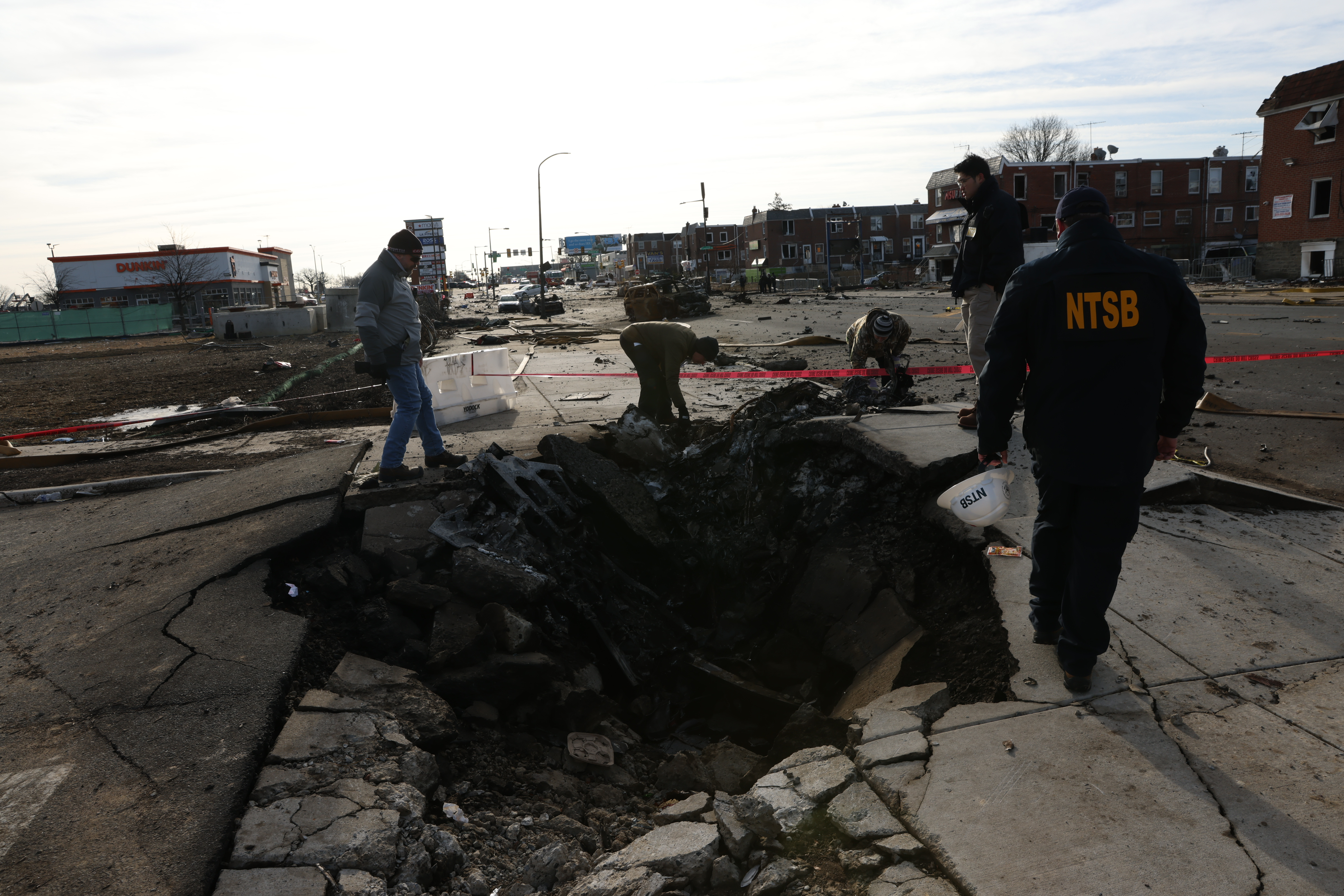
Investigadores de la NTSB en el lugar del accidente el 2 de febrero.

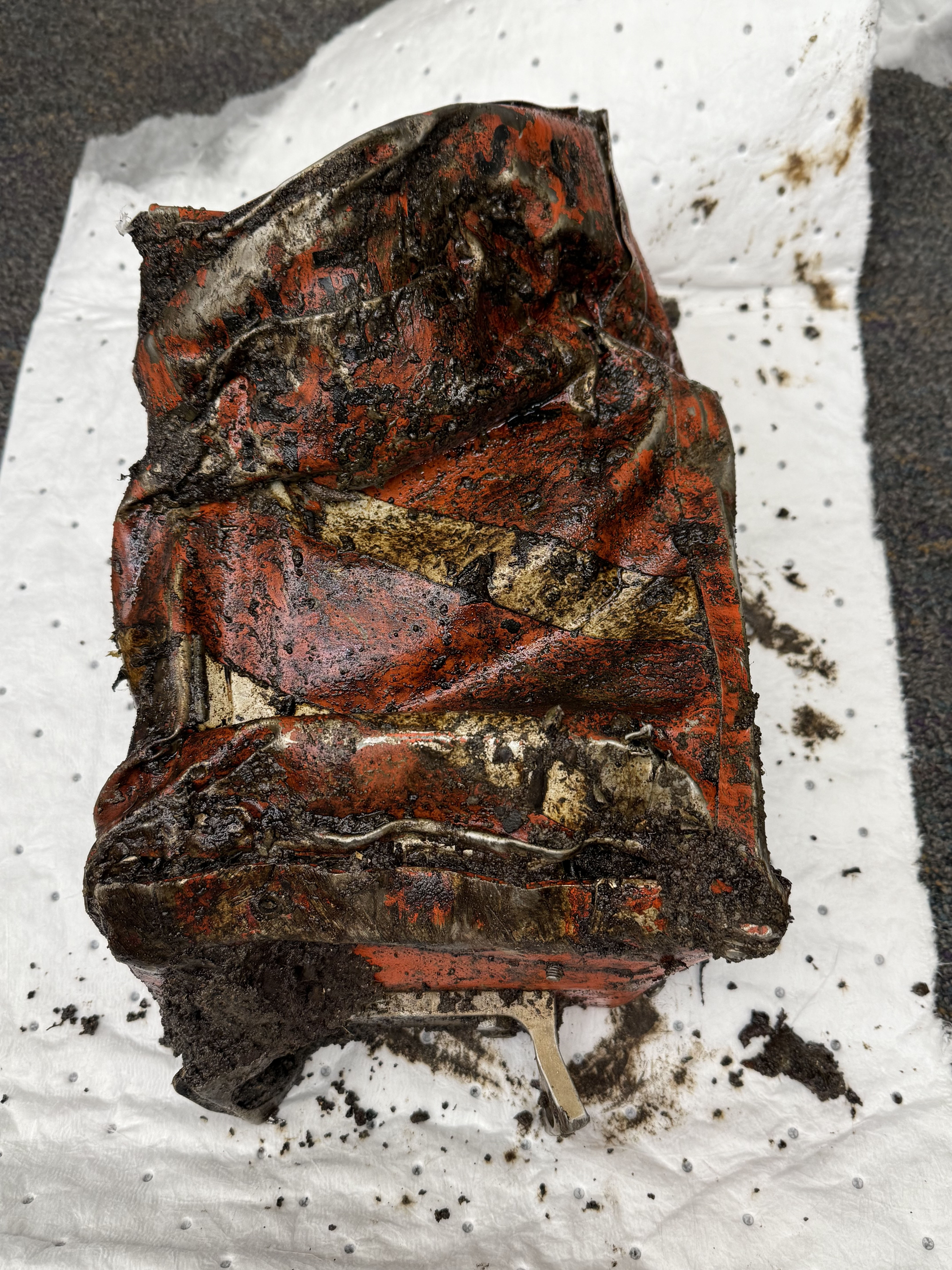
La NTSB recuperó del lugar del accidente la grabadora de voz de cabina (CVR)

La Administración Federal de Aviación (FAA) anunció que investigaría el accidente bajo la dirección de la Junta Nacional de Seguridad en el Transporte (NTSB). La NTSB afirmó que un investigador había llegado el 31 de enero y que más funcionarios llegarían el 1 de febrero.
El ex investigador de la NTSB, Alan Diehl, dijo que las posibles causas del accidente incluyen el mantenimiento del Learjet o la experiencia de la tripulación.
El 2 de febrero, la NTSB recuperó la grabadora de voz de la cabina, el sistema mejorado de advertencia de proximidad al suelo, que podría contener datos de vuelo, y los dos motores de la aeronave. Los elementos se enviarán al Laboratorio de Grabadoras de Vehículos de la NTSB en Washington D. C., para su evaluación.

## Reacciones
- El presidente estadounidense Donald Trump fue informado sobre la situación y expresó sus condolencias en Truth Social, describiendo el incidente como una trágica pérdida de «almas inocentes» y elogiando los esfuerzos de los equipos de emergencia. Afirmó: «Nuestra gente está completamente comprometida» y agregó: «Dios los bendiga a todos».[16]
- El gobernador de Pensilvania, Josh Shapiro, coordinó la respuesta con la alcaldesa de Filadelfia, Cherelle Parker, la Oficina de Manejo de Emergencias, el Departamento de Policía de Filadelfia y el Departamento de Bomberos de la ciudad, asegurando que todos los recursos estatales estaban disponibles para brindar asistencia.[16]
- El concejal Mike Driscoll, representante del 6.º Distrito y presidente del Comité de Transporte y Servicios Públicos, describió la situación como una emergencia activa con víctimas masivas reportadas. Expresó su pesar, señalando: «Mi corazón está muy afligido mientras seguimos conociendo más detalles sobre este trágico accidente aéreo». Driscoll instó al público a evitar la zona y enfatizó la importancia de apoyar a los equipos de emergencia y a las familias afectadas.[21][16]
- Los equipos deportivos Philadelphia Phillies, Philadelphia 76ers, Philadelphia Eagles, Philadelphia Union y Philadelphia Flyers expresaron sus condolencias y agradecieron a los socorristas en publicaciones en Twitter.[22]
- XE Médica Ambulancias publicó en su cuenta oficial de X lo siguiente: «Lamentamos informar que el avión accidentado en este momento en Philadelphia es un Learjet 55 que es una ambulancia aérea mexicana con matrícula XA-UCI, estamos pendientes del desarrollo de operaciones de rescate y mayor información para conocer el estado de la tripulación y posibles víctimas en tierra».[23][24]